# Jean Du Bois
Jean du Bois was een zeventiende-eeuwse boekhandelaar uit Bergen in Henegouwen. Hij was ten minste actief van 12 februari 1673 tot juni 1683.

## Carrière
Du Bois kocht zijn boeken vooral bij de toen gekende Antwerpse drukkerij Plantijn. In de periode 1673-1683 had deze drie beheerders, waarbij Jean Du Bois gemiddeld op tweemaandelijkse basis bestellingen plaatste. Hij correspondeerde achtereenvolgens met Balthasar II Moretus, Anna Goos en Balthasar III Moretus. Zijn bestellingen varieerden van een handvol boeken tot bijna honderd stuks tegelijk. De betalingen regelde hij bijna altijd contant via zijn bode Martin Marischal, die het geld voor vorige leveringen persoonlijk in Antwerpen kwam afgeven.
Door de Hollandse Oorlog werden transport en leveringen zeer sterk bemoeilijkt en vanaf begin 1678 geheel onmogelijk geworden. In zijn brief aan Anna Goos van 29 augustus 1678 schrijft hij, na drie jaar niet meer gecorrespondeerd te hebben met de Moretussen, dat Bergen gedurende acht à negen maanden volledig "gesloten" is geweest. Twee weken eerder, op 14 en 15 augustus 1678, vond de Slag bij Saint-Denis, een klein dorp ten noordoosten van Bergen, plaats en het was pas op dit moment dat Du Bois terug bestellingen kon plaatsen bij de Moretussen. Dit heeft voor Jean du Bois dus grote economische gevolgen gehad.